# مسجد دشتي
مسجد دشتي هو مسجد تاريخي يعود إلى عصر الدولة الإلخانية، ويقع في أصفهان.